# Koča pri Triglavskih jezerih
Koča pri Triglavskih jezerih je horská chata nacházející se mezi Dvojnym jezerem a jezerem Močivec pod stěnou Male Tičarice v Dolině Sedmi Triglavských jezer v Julských Alpách, ve Slovinsku. Stavení je ve vlastnictví slovinského horského spolku PZS. Kapacita chaty činí 30 lůžek v pokojích a 170 ve společných noclehárnách. V zimě nabízí 18 míst. Restaurace má 150 míst ve 4 místnostech.

## Historie
Původní chata byla postavena v roce 1880 Rakouským turistickým klubem. V letech 1955 a 1988 byla chata rozšířena a zmodernizována.

## Přístup
- po silnici a  červené značce z autobusové zastávky Vogar Blato - 4 hodiny
- po  červené značce a silnici z Planiny Blato - 4 hodiny
- po  červené značce od Kosijeva domu na Vogarju - 4¼ hodiny
- po  červené značce z Koče pri Savici přes Komarču - 3¾ hodiny
- po  červené značce z Ukance přes Komarču - 4¾ hodiny
- po  červené značce ze Staré Fužiny přes Kosijev dom na Vogarju - 6¼ hodiny
- po  červené značce ze Staré Fužiny kolem Bohinjského jezero přes Komarču - 6¼ hodiny
- po  červené značce z autobusové zastávky Trenta info središče údolím Zadjnice nebo Trebišnice - 6¾ hodiny
- po  červené značce ze Soči přes Velika vrata - 7¼ hodiny

## Přechody
- po  červené značce na Bregarjevo zavetišče na planini Viševnik - 1¾ minut
- po  červené značce na Koča na Planini pri Jezeru (1685 m) - 1¾ hodiny
- po  červené značce na Zasavsku koču na Prehodavcih  - 2¼ hodiny
- po  červené značce na Dom na Komni - 2½ hodiny
- po  červené značce na Koču pod Bogatinom - 2½ hodiny
- po  červené značce na Tržašku koču na Doliču - 5¼ hodiny
- po  červené značce na Vodnikov dom na Velem polju - 5¼ hodiny
- po  červené značce na Dom Planika pod Triglavom - 6½ hodiny

## Výstupy
- po  červené značce na Malou Tičarici (2072 m) 1 hod.
- po  červené značce na Malou Zelnarici (2310 m) 2 hod.
- po  červené značce na Veliko Špičje (2398 m) 2½ hod.
- po  červené značce na Malo Špičje (2312 m) 3¼ hod.
- po  červené značce na Kanjavec (2568 m) 3¼ hod.
- po  červené značce na Triglav (2864 m) 6½ hod.